# Tauá
Tauá este un oraș în statul Ceará (CE) din Brazilia.